# Гришкино (Конаковский район)
Гришкино — деревня в Конаковском районе Тверской области. Входит в состав Козловского сельского поселения.

## География
Находится в юго-восточной части Тверской области на расстоянии приблизительно 53 км на юго-запад по прямой от районного центра города Конаково.

## История
Известна с 1708 года. В 1859 году здесь (деревня Клинского уезда Московской губернии) было учтено 4 двора. Ныне имеет дачный характер.

## Население
Численность населения: 50 человек (1859 год), 4 (русские 100 %) в 2002 году, так и в 2010.